# By Himself: Arbors Piano Series, Volume 3
By Himself: Arbors Piano Series, Volume 3 ist ein Jazzalbum von Dave Frishberg. Die am 30. Juni und 4. August 1997 im Dead Aunt Thelma’s Studio in Portland, Oregon, entstandenen Aufnahmen erschienen am 5. Mai 1998 auf Arbors Records in der Reihe Arbors Piano Series.

## Hintergrund
Die Arbors Piano Series war eine Reihe von Piano-Solo-Alben, die mit Aufnahmen von John Bunch (1997) und Johnny Varro (1998) begann und bis 2012, mit einem Album von Chuck Folds, fortgesetzt wurde. Dave Frishberg hatte viele Jahre lang, seit Can't Take You Nowhere  (entstanden 1986) kein rein instrumentales Solo-Album aufgenommen, bevor er  bei dieser Arbors-Session 1997 eigenes Material und historische Jazztitel einspielte. Frishberg interpretierte zehn der 14 Stücke auf By Himself nur auf dem Piano; die anderen Songs („I Want to Be a Sideman“, „Saratoga Hunch“, „Can't Take You Nowhere“, „I Could Care Less“) sind Gesangsnummern – mit Texten von Frishberg; bei „Care Less“ war Bob Dorough der Co-Autor. Daneben spielte Frishberg neben bekannten Standards wie etwa „Ain't She Sweet?“, „Sometimes I’m Happy“, beide von 1927, und „I Want a Little Girl“ von 1930 auch weniger bekanntes Material von Duke Ellington/Johnny Hodges („It Shouldn't Happen to a Dream“, 1946), Leroy Carrs „How Long, How Long Blues“ von 1928, und „The Trouble with Me Is You“ von George Handy und Jack Segal, ein Song aus dem Repertoire von Nat King Cole.

## Titelliste
- Dave Frishberg: By Himself: Arbors Piano Series, Vol. 3 (Arbors Records ARCD 19185)[1]

1  I Want to Be a Sideman 2:55

2  Ain't She Sweet? (Jack Yellen, Milton Ager) 4:06

3  Last Night When We Were Young (E. Y. Harburg, Harold Arlen) 4:12

4  You Took Advantage of Me (Lorenz Hart, Richard Rodgers) 2:58

5  Saratoga Hunch 4:15

6  Groovin’ High Dizzy Gillespie) 4:24

7  It Shouldn't Happen to a Dream (Don George, Duke Ellington, Johnny Hodges) 5:38

8  Can't Take You Nowhere (Al Cohn, Dave Frishberg, Tiny Kahn) 2:20

9  My Swan Song 5:38

10       Kansas City Medley (8:10)

10.1  How Long, How Long Blues (Leroy Carr, Scrapper Blackwell)

10.2  I Want a Little Girl (Billy Moll, Murray Mencher)

10.3  Jumpn' the Blues (Jay McShann)

10.4  Gee Baby, Ain't I Good to You (Andy Razaf, Don Redman)

10.5  Confessin’ the Blues (Jay McShann, Walter Brown)

10.6  Sometimes I’m Happy (Irving Caesar, Vincent Youmans)

11  I Could Care Less (Bob Dorough, Dave Frishberg 3:26

12  Jump for Joy (Duke Ellington, Paul Francis Webster) 3:15

13  The Trouble with Me Is You (George Handy, Jack Segal) 3:34

14  I’ll Never Smile Again (Ruth Lowe) 3:30
Wenn nicht anders vermerkt, stammen die Kompositionen von Dave Frishberg.

## Rezeption
Dave Frishbergs Album wurde von Benjamin Franklin V. in der Writer’s Choice für 1998 in der Januar/Februar-Ausgabe 1999 der Zeitschrift Coda ausgewählt, ebenfalls bei den Critics Picks 1998, die in der JazzTimes-Ausgabe vom März 1999 veröffentlicht wurden.
Scott Yanow verlieh dem Album in Allmusic vier Sterne und lobte das häufig unterschätzte, aber swingende Mainstream-Klavierspiel Frishbergs‚ dessen Inspiration eher die Pianisten der Swing-Ära als die der Bop-Ära seien. Er mache aus Dizzy Gillespies „Groovin’ High“ sogar ein Swing-Stück. Weitere Höhepunkte des Albums seien „You Took Advantage of Me“, „Jump for Joy“ und ein sechs Songs umfassendes „Kansas City Medley“.
Ähnlich wie Nat King Cole, dessen „unvergesslicher“ Gesangsstil ihn reich und berühmt, ihn aber vom Jazzpianisten zu einem beliebten Entertainer machte, wurde Dave Frishbergs Virtuosität als Pianist von anderen Anliegen überschattet, nämlich von seinen bekannten Talenten als Singer-Songwriter, deren hippe Texte einen immer wieder wissend lächeln und anerkennend mit dem Kopf nicken lassen, meinte Jack Bowers, der das Album in All About Jazz rezensierte. Frishberg sei ein begnadeter Pianist, aber er habe auch das Glück, auf diese anderen Talente zurückgreifen zu können. Nur wenn er [Songs] schreibe und singe, sei er unverkennbar Dave Frishberg; doch wenn er [Piano] spielt, könnte er einer von Hunderten, wenn nicht Tausenden ähnlich talentierten Musiker sein. In seiner kompetenten, aber ansonsten unauffälligen Herangehensweise an das Klavier gebe es nichts, was „Frishberg“ schreit und ihn in einer ohnehin überfüllten Arena hervorstechen lässt. Daher seien es die Gesangsbeiträge, die den stärksten Eindruck auf By Himself hinterlassen. Als Abwechslung für Frishberg-Fans sei dies lobenswert, als Solo-Piano-Album aber nicht besser oder schlechter als viele andere.